# Periope longiceps
Periope longiceps là một loài tò vò trong họ Ichneumonidae.